# Mantas
Jeff "Mantas" Dunn (født 16. februar 1965 i Los Angeles) er en britisk guitarist bedst kendt som en af stifterne af thrash/speed/black metal-bandet Venom, som han spillede guitar for i perioden 1979 – 1985 og igen 1989 – 2002. 
I 1986 forlod han Venom for at danne et band under sit eget navn, og indspillede med dem Winds of Change i 1988 og Zero Tolerance i 2004. 
I 1992 spillede han guitar for Warfare, et NWOBHM-band.
Pr. 2007 arbejder Mantas sammen med bandet Dryll.

## Diskografi

### Med Venom
- Welcome to Hell (1981)
- Black Metal (1982)
- At War with Satan (1984) (chart position #64 UK, #48 SE)
- Possessed (1985) (chart position #99 UK)
- Eine Kleine Nachtmusik (double live album) (1986)
- Prime Evil (1989)
- Tear Your Soul Apart (EP) (1990)
- Temples of Ice (1991)
- The Waste Lands (1992)
- Venom '96 (EP) (1996)
- Cast in Stone (1997)
- Resurrection (2000)

### Med Mantas
- Winds of Change (1988)
- Deceiver (single, 1988)
- Zero Tolerance (2004)

### Med Dryll
- Digital Surgery (EP, 2009)

### Med M-pire of Evil
- Creatures of the Black (EP, 2011)
- Hell to the Holy (2012)
- Crucified (2013)

### Med Venom Inc.
- Avé (2017)
- There's Only Black (2022)

### Med Warfare (som gæst)
- Noise, Filth and Fury (EP, 1984)
- Pure Filth (1984)
- A Conflict of Hatred (1988)

### Med The Mugshots (som gæst)
- Children of the Night / The Call (maxi single, 2021)